# رودلف ماتا
رودلف ماتا هو لاعب كرة قدم سلوفاكي، ولد في 20 يوليو 1968 في بريشوف في سلوفاكيا. لعب مع سبارتا براغ.